# Sint Michiel (Löwen)

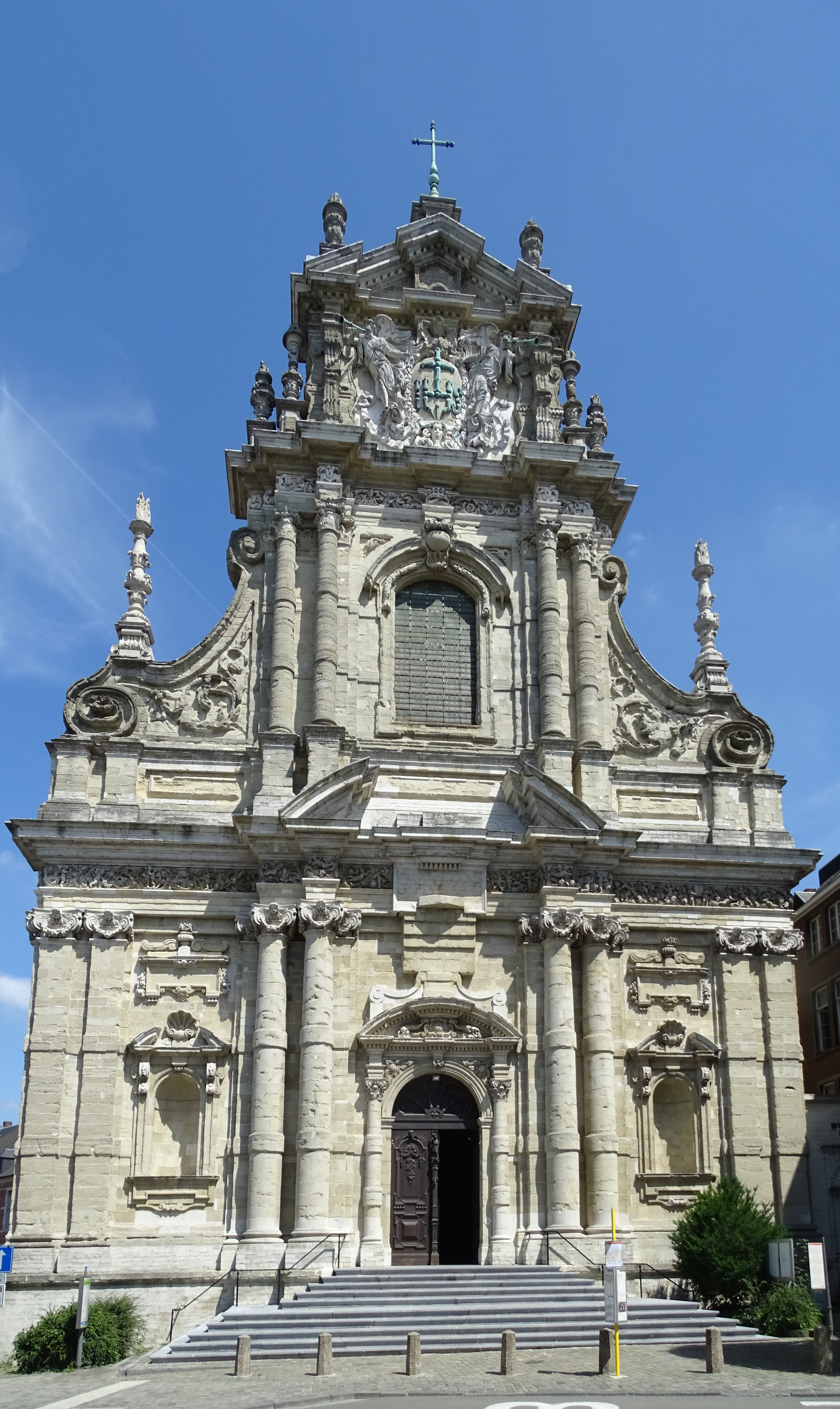
Westfassade der Michielskirche

Sint Michiel (deutsch: St. Michael) ist eine barocke Kirche in Löwen, Belgien. Sie gilt als die bedeutendste Jesuitenkirche Belgiens.

## Geschichte
Die heutige Sint Michielskirche trug ursprünglich nicht das Patrozinium des Erzengels Michael, sondern war die Klosterkirche eines Jesuitenklosters an der Naamsestraat. Die eigentliche Sint Michielskirche befand sich weiter östlich auf Höhe der Tiensestraat – damals eine wichtige Verbindungsstrecke zwischen dem Rhein und der Nordsee – und des heutigen Hooverplein. Diese romanische Kirche war 1165 an der Stelle gebaut worden, wo die Tiensestraat die innere Stadtmauer passierte. Die Lage brachte es mit sich, dass ihr hoher Turm nicht nur für religiöse Zwecke benutzt wurde, sondern gleichzeitig als Belfried zur Verteidigung diente. Nachdem sie im 18. Jahrhundert stark baufällig geworden war, wurde sie 1781 geschleift und die Pfarrgemeinde zog um in die heutige Sint Michielskirche. Die schwere Glocke der romanischen Sint Michielskirche konnte nicht in die neue Pfarrkirche überbracht werden, da das neue Gebäude nicht über den notwendigen Turm verfügte. Stattdessen befindet sie sich heute im Turm der Löwener Sint Geertruikirche.
Die barocke Sint Michielskirche wurde 1650 von den Jesuiten als Kirche für den umgebenden Klosterkomplex erbaut. Einer ihrer Patres, Willem Hesius, entwarf die Baupläne. Als Papst Clemens XIV. im Jahre 1773 den Jesuitenorden aufhob, wurde auch das Löwener Kloster geschlossen und vom Staat beschlagnahmt. Die Sint Michaelsgemeinde zog daher von der Tiensestraat um, die Kirche erhielt das Patrozinium des Erzengels Michael und wurde zur Pfarrkirche.
Während der französischen Revolution wurde die Sint Michielskirche – wie die übrigen Kirchen des Stadtgebietes – beschlagnahmt und erhielt nacheinander die Funktionen eines „Tempel der Vernunft“, „Tempel des Ewigen“ und „Tempel des Gesetzes“. Erst 1803 konnte die Gemeinde wieder das Kirchengebäude für sich beanspruchen.
Sint Michiel litt schwer während des Zweiten Weltkriegs. Am 10. Mai 1944 schlug eine Bombe ein und zerstörte das Dach und das Gewölbe des Mittelschiffs. Die reich verzierte Westfassade blieb – ohne Verbindung mit dem Rest des Gebäudes – stehen.
Der Wiederaufbau dauerte anschließend drei Jahre (1947–1950) und 1970 wurde das Gebäude schließlich unter Denkmalschutz gestellt. 1983 musste die Kirche wegen Baufälligkeit noch einmal geschlossen werden und wurde 1998 nach gründlicher Renovierung wieder eröffnet.

## Architektur

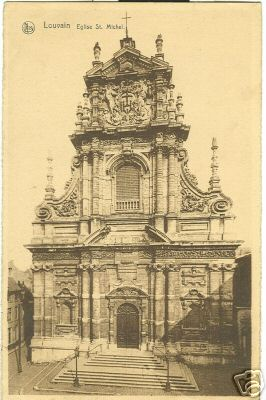
Sint Michiel auf einem Foto aus dem 19. Jh.

Willem Hesius, der Architekt der Sint Michielskirche, ließ sich einerseits beim Entwurf des Gebäudes von der Jesuitenkirche Il Gesù in Rom inspirieren. Andererseits setzte er mit seinem Bau das Vorbild für eine Zahl weiterer barocker Kirchen in Belgien.
Der Grundriss von Sint Michiel ist kreuzförmig. Er umfasst die monumentale barocke Westfassade, das dreischiffige Langhaus mit einer Länge von sechs Travéen, das Querschiff, den Chor und Seitenchöre.
Der auffälligste Teil des Gebäudes ist die imposante barocke Westfassade, von der gesagt wird, dass sie an einen Altar erinnere und die Sint Michiel deshalb als „Altar außerhalb der Kirche“ zu einem der sieben Wunder Löwens gemacht hat. Die Fassade besteht aus drei Etagen, die durch reich verzierte Leisten und Friese voneinander getrennt sind. Das übrige Äußere der Kirche ist eher schlicht gehalten.

## Ausstattung
Im Innenraum sind besonders sehenswert die barocken Beichtstühle aus dunklem Holz, die von einem unbekannten Meister mit kunstvollen Engelfiguren, Säulen und Darstellungen des Leidens Christi verziert wurden. Darüber hängt in beiden Seitenschiffen eine Serie von Gemälden, die die Stationen des Kreuzwegs abbilden. Zahlreiche Gemälde mussten nach den Verwüstungen des Zweiten Weltkriegs ersetzt werden. Im Altar des heiligen Josef im linken Arm des Querschiffs befindet sich ein Gemälde von Erasmus Quellinus II., „Triumph der unbefleckten Empfängnis“ (1665). Das klassizistische Chorgestühl stammt aus dem ehemaligen Kartäuserkloster und ist im Stile Louis-seize gehalten. Das Gemälde über dem Hauptaltar trägt den Titel „Die Heilige Magd erscheint dem Thomas von Aquin“ und wurde von Victor H. Janssens gemalt.
Sehenswert ist auch die barocke Kommunionbank, über deren Entwerfer Uneinigkeit herrscht, und die mit vierzehn Medaillons (z. T. mit den Bildern von Jesuitenheiligen) und zarten Schnitzereien von Engeln, Früchten und Eucharistiesymbolen verziert ist. Die Kanzel – von Simon Duray zwischen 1665 und 1667 angefertigt – war ursprünglich nicht für Sint Michiel gedacht, sondern für die Kathedrale Kathedrale St. Michael und St. Gudula in Brüssel, und musste nach ihrer Versetzung an die Erfordernisse des neuen Patroziniums angepasst werden.
Das Weihwasserbecken aus Messing (1473) ist der einzige Kunstgegenstand, der noch aus der ursprünglichen romanischen Sint Michielskirche stammt.

### Orgel
Sint Michiel hatte bis zum Zweiten Weltkrieg eine bedeutende Orgel besessen, die jedoch durch den Bombenangriff zerstört wurde. Seit 1950 hat die Kirche eine neue Orgel – die größte Orgel Löwens. Das Instrument wurde von der Orgelbaufirma V.d. Loo & Zn. erbaut und hat 38 Register auf drei Manualen und Pedal.
| I Groot Orgel C–g3 |           |        |
| 1.                 | Bourdon   | 16′    |
| 2.                 | Monter    | 8′     |
| 3.                 | Bourdon   | 8′     |
| 4.                 | Prestant  | 4′     |
| 5.                 | Roerfluit | 4′     |
| 6.                 | Nazaard   | 2 ⁄3′  |
| 7.                 | Fluit     | 2′     |
| 8.                 | Terts     | 1 3⁄5′ |
| 9.                 | Kornet V  |        |
| 10.                | Trompet   | 8′     |
| 11.                | Hoorn     | 4′     |

| II Reciet C–g3 |               |       |
| 12.            | Principaal    | 8′    |
| 13.            | Bourdon       | 8′    |
| 14.            | Gamba         | 8′    |
| 15.            | Vox Caelestis | 8′    |
| 16.            | Dwarsfluit    | 4′    |
| 17.            | Gemskwint     | 2 ⁄3′ |
| 18.            | Sifflet       | 1′    |
| 19.            | Hobo          | 8′    |
| 20.            | Regaal        | 8′    |
|                | Tremolo       |       |

| III Positief C–g3 |            |       |
| 21.               | Diapason   | 8′    |
| 22.               | Spitsfluit | 8′    |
| 23.               | Prestant   | 4′    |
| 24.               | Open fluit | 4′    |
| 25.               | Kwint      | 2 ⁄3′ |
| 26.               | Octaaf     | 2′    |
| 27.               | Flageolet  | 2′    |
| 28.               | Mixtuur IV |       |
| 29.               | Kromhoorn  | 8′    |

| Pedaal C–f1 |             |     |
| 30.         | Conterbas   | 16′ |
| 31.         | Subbas      | 16′ |
| 32.         | Prestantbas | 8′  |
| 33.         | Bourdon     | 8′  |
| 34.         | Octaaf      | 4′  |
| 35.         | Fluit       | 4′  |
| 36.         | Bombarde    | 16′ |
| 37.         | Trompet     | 8′  |
| 38.         | Hoorn       | 4′  |

- Koppeln: II/I (auch als Sub- und Superoktavkoppeln), III/I (auch als Suboktavkoppel), III/II (auch als Suboktavkoppel), I/P, II/P, III/P